# Peschiera Maraglio
Peschiera Maraglio (Peschéra in dialetto bresciano) è una località del comune di Monte Isola, in provincia di Brescia.

## Storia
Il piccolo centro lacustre di Peschiera Maraglio, posto sull'isola di Montisola, appartenne storicamente alla quadra di Iseo.
In età napoleonica (1809) Peschiera fu aggregata alla vicina Siviano. Recuperò l'autonomia con la costituzione del Regno Lombardo-Veneto (1816), assumendo la denominazione di Peschiera d'Iseo, probabilmente per evitare confusioni con la cittadina veneta, allora bresciana di Peschiera del Garda.
All'Unità d'Italia (1861) il comune contava 256 abitanti. Due anni dopo mutò il nome in Peschiera Maraglio.
Nel 1928 il comune di Peschiera Maraglio fu fuso con Siviano, a formare il nuovo comune di Monte Isola.

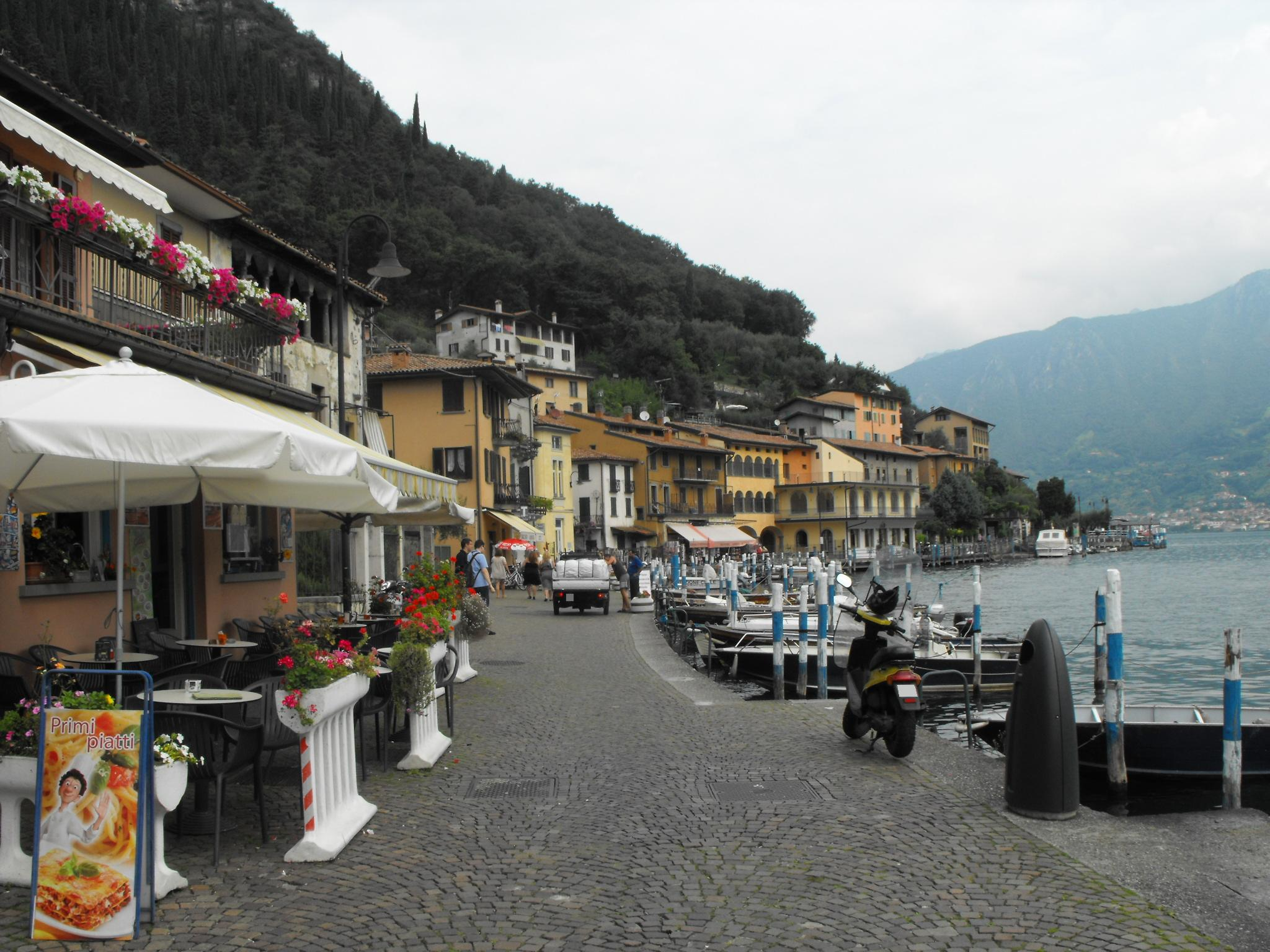
Veduta del porto di Peschiera Maraglio

## Monumenti e luoghi d'interesse
- Chiesa di San Michele Arcangelo
- Castello Oldofredi[2]